# Quách (đồ vật)

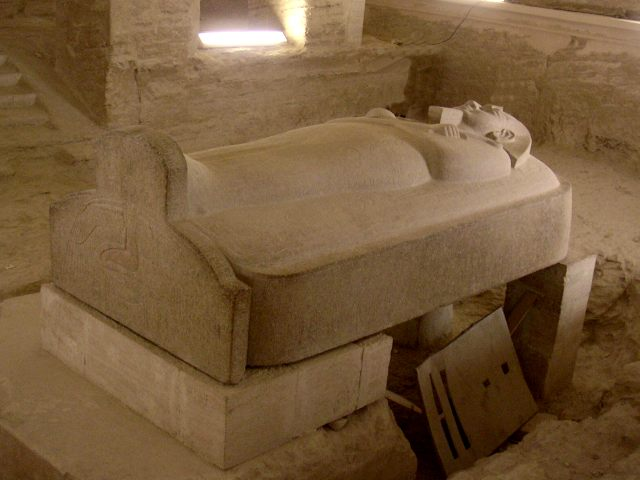
Quách đá của Pharaoh Merenptah

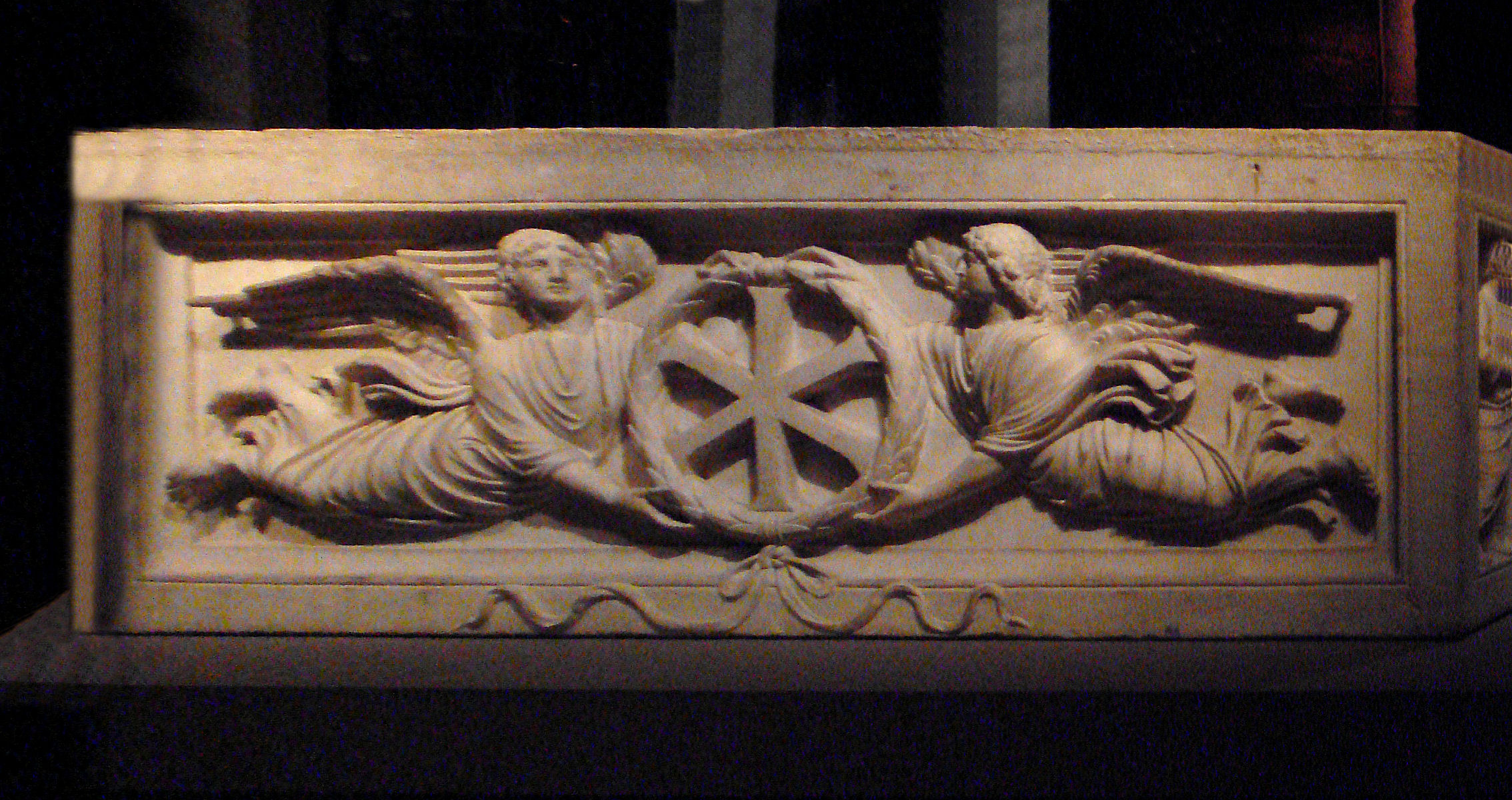
Quách kiểu Constantinopolis, k. 400

Quách (tiếng Anh: sarcophagus) là một cái hòm chứa xác chết, giống như quan tài. Quách thường được làm bằng đá, đặt lộ thiên hoặc đôi khi chôn dưới đất. Trong tiếng Anh, từ "sarcophagus" bắt nguồn từ tiếng Hy Lạp: σάρξ (sarx) có nghĩa là "thịt" và φαγεῖν (phagein) nghĩa là "ăn".